# Кели Кларксън
Кели Бриан Кларксън (на английски: Kelly Brianne Clarkson) е американска певица, носителка на награди Грами.
Печели първия сезон на предаването American Idol и оттогава има успешна музикална кариера. Кларксън е постигнала 6 № 1 сингъла в САЩ и Австралия, 7 в Канада и 6 в Обединеното кралство. Двата ѝ албума – „Thankful“ (2003) и „Breakaway“ (2005) – са продали над 13 милиона копия по света и са достигнали до Топ 3 в английските класации и до Топ 10 в канадските. Третият албум My December е пуснат на 26.06.08 г. Става платинен в много страни, като например САЩ, Австралия и Великобритания. Тя е продала над 18,6 милиона копия от албума си. Четвъртият албум All I Ever Wanted излезе на 10.03.2009 г. На 28 януари 2009 г. е обявен следващият ѝ сингъл My life would suck without you, който седмици наред е на 1-во място в Billboard Hot 100, чупейки рекорда за най-голям скок в класацията със скок от 97-о на 1-во място. Вторият сингъл в албума се казва I do not hook up, написана от Кейти Пери специално за певицата (която е неин идол) и продължава успеха на първия.
По думите на самата Кларксън албумът е много в стил Кели Кларксън и има какво да се чуе от доста твърди парчета до откровени балади, които сякаш разкриват един нов поглед към младия талант.

## Биография

### Ранни години
Кели Кларксън е родена на 24.04.1982 във Форт Уърт, Тексас, и е дъщеря на Стивън Майкъл Кларксън и Джийн Ан Роуз. Родителите ѝ се развеждат, когато Кели е на 6 години.
В 7-и клас тя е случайно чута да пее в коридора от учителка, която я кани да се включи в училищния хор. Участието на Кели в хора запалва у нея желание да изгради музикална кариера и след като завършва гимназия я приемат в няколко университета благодарение на участието ѝ в щатския хор на Тексас, включително и в престижния Berklee College of Music. Въпреки това Кели отказва предложенията и решава сама да се опита да пробие в музикалния бизнес. Тя се премества в Лос Анджелис, Калифорния.

### American Idol
Кларксън участва на прослушването за American Idol през 2002 заедно с още 10 000 души, след като нейна приятелка ѝ казва за предаването, търсещо млади таланти. Впечатлени от дарбата ѝ, съдиите пускат Кели до следващия кръг. Когато се озовава сред последните 30 души, борещи се за първото място, Кели изненадва и съдиите, и зрителите с изумително добрата ѝ версия на песента Respect от Арета Франклин. Кларксън е допусната сред 10-те финалисти и бързо става фаворит за наградата, след като изпява You Make Me Feel Like A Natural Woman на Арета Франклин, Without You на Марая Кери и Stuff Like That There на Бет Мидлър. На 4 септември 2002 година Кели Кларксън печели конкурса, побеждавайки другия финалист Джъстин Гуарини с 58% от вота на публиката. Просълзена от радост, Кели изпява баладата A Moment Like This, написана предварително за победителя, който и да е той.

### Thankful
Първият сингъл на Кларксън A Moment Like This, пуснат през октомври 2002, бързо се превръща в новия № 1 в САЩ и Канада и по-късно добива платинен статус за продажби над 1 милион. Сингълът побеждава рекорда на „Бийтълс“ от 1964 за най-голям скок от № 52 направо до № 1. Продажбите за първата седмица на A Moment Like This са 236 000 и са по-големи от комбинираните продажби на всички останали сингли в Billboard Hot 100. Дебютният албум на Кели Thankful, пуснат от RCA Records на 15 април, 2003 става двойно платинен в САЩ същия месец и платинен в Канада. Thankful, в който 4 от песните са написани от Кларксън, получава добри отзиви, макар и музикалните критици да твърдят, че кариерата на Кели е прекалено комерсиална заради старта ѝ от American Idol. Вторият сингъл от албума, Miss Independent (написан от Кларксън и друга звезда на RCA – Кристина Агилера) става огромен хит в САЩ, Канада и Великобритания, но следващите сингли от албума – Low и The Trouble With Love Is не успяват да постигнат същия успех. Това предизвиква критиците да мислят, че кариерата на Кларксън е предопределена да бъде кратка и че Кели е поредният продукт на American Idol, който е неспособен да извоюва независимостта си в бизнеса.

### Breakaway
През лятото на 2004 Кели се завръща в музикалната индустрия със сингъла Breakaway, който пожънва огромен успех, подобно на дебютния ѝ сингъл. Вторият албум на Кели Breakaway е разпространен в САЩ на 30 ноември, 2004. Той дебютира в Топ 20 на чартовете на Billboard и не слиза от там за цяла година. Кларксън, която е написала половината от песните в албума заедно с известния продуцент Макс Мартин, певицата Аврил Лавин и бившите членове на групата Evanescence Бен Мууди и Дейвид Ходжс, определя Breakaway като поп-рок, за разлика от по-меко звучащия Thankful. Критиците започват да хвалят Breakaway и отбелязват, че албума е много по-твърд и с повече рок. Breakaway получава седем пъти платинен статус в Република Ирландия, шест пъти – Австралия, пет пъти платинен – в САЩ и Канада, четири – в Обединеното кралство, три пъти – в Нова Зеландия, платинен статус за Южна Африка, Индонезия, Сингапур, Германия, Швеция, Мексико и златен – в Белгия, Швейцария, Израел, Португалия. Световните продажби на албума са приблизително малко около 10,5 милиона.
Вторият сингъл от албума Since U Been Gone става най-големият хит на Кели за момента. Другите сингли от албума Behind These Hazel Eyes и Because Of You постигат високи позиции във всички глобални класации. С Because Of You Кларксън става първият поп-изпълнител след Кристина Агилера, който да има 4 топ-10 сингъла от само един албум. Walk Away е петият и последен сингъл от платинения албум и той дебютира на 17 януари, 2006.
На 8 февруари 2006 са връчени 48-ите музикални награди на Грами и Кларксън получава две от тях (една за „Най-добро Женско Вокално Поп Изпълнение на Годината“ със Since U Been Gone и още една за „Най-добър Поп Вокален Албум на Годината“ с Breakaway). С тези награди Кели Кларксън затвърждава кариерата си и печели много популярност.

### My December (2007)
По време на турнето към Breakaway Addicted Tour, Кларксън започва да пише песните за третия си албум. Тогава тя представя две от тях: Maybe и Yeah. Този трети албум Кели нарича My December. Албумът дебютира на #2 в класацията на Billboard 200 с 291 000 продадени копия. Това подобрява дебюта на Breakaway: #3 в същата класация. My December става платинен в Австралия (700 хил.). Кели е участвала в написването на текстовете на всяка песен от албума. Първият сингъл от My December е хитът Never Again, който достига до #8 в Billboard Hot 100 и #5 в Pop 100. Sober е вторият сингъл от албума. Вторият е Don't Waste Your Time, който ни радва с клипа си.

### В днешни дни (2008)
Кларксън казва, че работи по нов албум, който се очаква към края на 2008 година. Ориентировъчна дата е 28 октомври. Също така работи заедно с режисьора Ryan Tedder от One Republic.
Кели обявява в радио интервю, че подготвя продължение на песента от My December „Irvine“, наречена „I Finally Got It Right“, която вероятно ще бъде в новия албум.
Няколко демо версии на нейни бъдещи песни се появяват в интернет с имената „Close your eyes“, „Ready“, „One day“, „With a little bit of luck“. В отговор Кели по-късно казва: Фактът, че хората слушат музика, която е недовършена, е кофти, но се надявам да се хареса. Също така тя изпълни по време на турнето за My December „Close Your Eyes“.
EOnline споменава, че очаквания албум ще се казва „True You“, но не е официално признато от Кларксън.
На 19.04.08 г. Кели взима участие в Papal Youth Rally до близък колеж на St. Joseph's Seminary, Dunwoodie в Yonkers, New York през 2008 U.S. По време на пътуването на Папа Бенедикт XVI. Тя изпълнява „Аве Мария“ на Франц Шуберт пред папата.

### All I Ever Wanted (2009)
Четвъртият албум на Кели Кларксън е пуснат на 10 март 2009 г. Записването на албума приключва на 23 октомври 2008 г. Първият сингъл от албума My Life Would Suck Without You е пуснат на 13 януари 2009 г., като в американската класация Billboard Hot 100 отива първо на № 97, а следващата седмица се качва на № 1. По този начин Кларксън чупи рекорда за най-голям скок в класацията, който дотогава принадлежи на Бритни Спиърс с песента Womanizer. Така Кели за втори път чупи собствен рекорд, като предният е за A Moment Like This, която от № 52, се качва на № 1 през 2002 г.
My Life Would Suck Without You остава на 1-во място и през следващата седмица, превърнала се (песента) в третия сингъл, който прекарва 2 седмици на 1-во място в Billboard Hot 100. Вторият сингъл от албума на Кели Кларксън I Do Not Hook Up стартира с главоломна скорост и показва личното отношение на Кларксън към връзките в живота ѝ. Очакванията се че третият сингъл на Кларксън ще е All I Ever Wanted.
Кели Кларксън е споделяла, че не е искала името ѝ до това на продуцента Д-р Люк.

### Stronger (2011)
Stronger е петият албум на Кларксън, пуснат през октомври 2011 г.

### Wrapped in Red (2013)
Wrapped in Red e шестият албум на Кларксън, пуснат през октомври 2013 г. Това е първият ѝ албум с коледни песни.

### Piece by Piece (2015)
Piece by Piece e седмият албум на Кларксън, пуснат през 2015 г.

### Meaning of Life (2017)
Meaning of Life е осмият албум на Кларксън, пуснат на 27 октомври 2017 г. Това е първият ѝ албум с Атлантик Рекърдс.

### When Christmas Comes Around... (2021)
When Christmas Comes Around... е деветият албум на Кларксън, пуснат през 2021 г. Това е вторият ѝ албум с коледни песни.

### Chemistry (2023)
Chemistry е десетият албум на Кларксън, пуснат през юни 2023 г. От този албум са пуснати два сингъла - Mine и Me.

### The Voice
Кларксън е треньор в The Voice от четиринадесетия до двадесет и първия сезон на шоуто, както и в двадесет и третия сезон.

### The Kelly Clarkson Show
От 2019 г. Кларксън е водеща на собствено дневно токшоу.

## Личен живот
В продължение на 7 години Кларксън е омъжена за Брандън Блексток, музикален мениджър. Двамата имат две деца - Ривър Роуз Блексток (род. 2015 г.) и Ремингтън Александър Блексток (род. 2016 г.), но се развеждат през 2022 г.
През 2022 г. Кларксън официално премахва фамилното си име от документите си за самоличност.

## Дискография

### Студийни албуми
- Thankful (2003)
- Breakaway (2004)
- My December (2007)
- All I Ever Wanted (2009)
- Stronger (2011)
- Wrapped in Red (2013)
- Piece by Piece (2015)
- Meaning of Life (2017)
- When Christmas Comes Around... (2021)
- Chemistry (2023)

### Компилации
- Greatest Hits – Chapter One (2012)
- Piece by Piece Remixed (2016)

### EP албуми
- The Smoakstack Sessions (2011)
- iTunes Session (2011)
- The Smoakstack Sessions Vol. 2 (2012)
- Kellyoke (2022)

### Видео албуми
- Miss Independent (2003)
- Behind Hazel Eyes (2005)

### Сингли
- Before Your Love/A Moment Like This (2002)
- Miss Independent (2003)
- Low (2003)
- The Trouble with Love Is (2003)
- Breakaway (2004)
- Since U Been Gone (2004)
- Behind These Hazel Eyes (2005)
- Because of You (2005)
- Walk Away (2006)
- Never Again (2007)
- Sober (2007)
- One Minute (2007)
- Don't Waste Your Time (2007)
- My Life Would Suck Without You (2009)
- I Do Not Hook Up (2009)
- Already Gone (2009)
- All I Ever Wanted (2010)
- Cry (2010)
- Mr. Know It All (2011)
- Stronger (What Doesn't Kill You) (2012)
- Dark Side (2012)
- Catch My Breath (2012)
- Don't Rush (2012)
- People Like Us (2013)
- Tie It Up (2013)
- Underneath the Tree (2013)
- Wrapped in Red (2014)
- Heartbeat Song (2015)
- Invincible (2015)
- Piece by Piece (2015)
- Love So Soft (2017)
- Christmas Eve (2017)
- I Don't Think About You (2018)
- Heat (2018)
- Broken & Beautiful (2019)
- I Dare You (2020)
- Christmas Isn't Canceled (Just You) (2021)
- Mine (2023)
- Me (2023)

## Видеоклипове
| Видеоклип                        | Премиера | Албум                       |
| -------------------------------- | -------- | --------------------------- |
| Before your love                 | 2002     | -                           |
| A moment like this               | 2002     | -                           |
| Miss Independent                 | 2003     | Thankful                    |
| Low                              | 2003     | Thankful                    |
| The trouble with love is         | 2003     | Thankful                    |
| Breakaway                        | 2004     | Breakaway                   |
| Since U been gone                | 2004     | Breakaway                   |
| Behind these Hazel eyes          | 2005     | Breakaway                   |
| Because of you                   | 2005     | Breakaway                   |
| Walk away                        | 2006     | Breakaway                   |
| Go                               | 2006     | -                           |
| Never again                      | 2007     | My December                 |
| One minute                       | 2007     | My December                 |
| Don't waste your time            | 2007     | My December                 |
| My life would suck without you   | 2009     | All I ever wnted            |
| I do not hook up                 | 2009     | All I ever wnted            |
| Already gone                     | 2009     | All I ever wnted            |
| Mr. know it all                  | 2011     | Stronger                    |
| Stronger (What doesn't kill you) | 2011     | Stronger                    |
| Dark side                        | 2012     | Stronger                    |
| Catch my breath                  | 2012     | Greatest hits – Chapter one |
| Don't rush                       | 2012     | Greatest hits – Chapter one |
| People like us                   | 2013     | Greatest hits – Chapter one |
| Tie it up                        | 2013     | –                           |
| Underneath the tree              | 2013     | Wrapped in red              |
| Wrapped in red                   | 2014     | Wrapped in red              |
| Heartbeat song                   | 2015     | Piece by piece              |
| Invincible                       | 2015     | Piece by piece              |
| Piece by piece                   | 2015     | Piece by piece              |
| Love so soft                     | 2017     | Meaning of life             |
| I don't think about you          | 2018     | Meaning of life             |
| Meaning of life                  | 2018     | Meaning of life             |

## Турнета
- Kelly Clarkson in Concert (2003)
- Independent Tour (2004)
- Breakaway World Tour (2005 – 2006)
- Hazel Eyes Tour (2005)
- Addicted Tour (2006)
- My December Tour (2007 – 2008)
- 2 Worlds 2 Voices Tour (2008)
- Kelly Clarkson: Live in Concert (2009)
- All I Ever Wanted Tour (2009 – 2010)
- Stronger Tour (2012)
- Piece by Piece Tour (2015)
- Meaning of Life Tour (2019)